# Eccellenza Liguria 1998-1999
Il campionato italiano di calcio di Eccellenza regionale 1998-1999 è stato l'ottavo organizzato in Italia. Rappresenta il sesto livello del calcio italiano.
Questo è il campionato regionale della regione Liguria.

## Squadre Partecipanti
| Squadra                    | Città                        | Stadio                   |
| -------------------------- | ---------------------------- | ------------------------ |
| A.C. Albenga               | Albenga (SV)                 |                          |
| U.S. Angelo Baiardo        | Genova (GE)                  |                          |
| S.S. Argentina             | Arma di Taggia (IM)          |                          |
| U.S. Busalla               | Busalla (GE                  |                          |
| U.S. Cairese               | Cairo Montenotte (SV)        |                          |
| A.C. Entella Chiavari      | Chiavari (GE)                |                          |
| U.S. Fezzanese             | Fezzano (SP)                 |                          |
| F.B.C. Finale              | Finale Ligure (SV)           |                          |
| U.C. Grassorutese          | Rapallo (GE)                 |                          |
| A.C. Loanesi San Francesco | Loano (SV)                   |                          |
| U.S. Pontedecimo           | Genova (GE)                  |                          |
| A.C. Sammargheritese       | Santa Margherita Ligure (GE) | Stadio Eugenio Broccardi |
| U.S. Sarzanese 1906        | Sarzana (SP)                 |                          |
| Savona Calcio              | Savona (SV)                  |                          |
| U.S. Sestri Levante        | Sestri Levante (GE)          |                          |
| F.C. Vado                  | Vado Ligure (SV)             |                          |

## Classifica finale
|  | Pos. | Squadra         | Pt | G  | V  | N  | P  | GF | GS | DR  |
|  | ---- | --------------- | -- | -- | -- | -- | -- | -- | -- | --- |
|  | 1.   | Entella         | 62 | 30 | 17 | 11 | 2  | 47 | 14 | +33 |
|  | 2.   | Fezzanese       | 57 | 30 | 16 | 9  | 5  | 40 | 23 | +17 |
|  | 3.   | Savona          | 53 | 30 | 14 | 11 | 5  | 27 | 20 | +7  |
|  | 4.   | Pontedecimo     | 42 | 30 | 11 | 9  | 10 | 42 | 31 | +11 |
|  | 5.   | Angelo Baiardo  | 39 | 30 | 9  | 12 | 9  | 31 | 28 | +3  |
|  | 6.   | Loanesi         | 38 | 30 | 8  | 14 | 8  | 35 | 26 | +9  |
|  | 7.   | Busalla         | 38 | 30 | 9  | 11 | 10 | 37 | 42 | -5  |
|  | 8.   | Vado            | 37 | 30 | 8  | 13 | 9  | 29 | 25 | +4  |
|  | 9.   | AlbengaCisano   | 36 | 30 | 9  | 9  | 12 | 33 | 33 | 0   |
|  | 10.  | Sammargheritese | 36 | 30 | 9  | 9  | 12 | 20 | 28 | -8  |
|  | 11.  | Sestri Levante  | 35 | 30 | 8  | 11 | 11 | 24 | 30 | -6  |
|  | 12.  | Argentina       | 35 | 30 | 9  | 8  | 13 | 24 | 44 | -20 |
|  | 13.  | Grassorutese    | 34 | 30 | 8  | 10 | 12 | 27 | 37 | -10 |
|  | 14.  | Finale          | 34 | 30 | 9  | 7  | 14 | 33 | 43 | -10 |
|  | 15.  | Sarzanese       | 33 | 30 | 8  | 9  | 13 | 21 | 36 | -15 |
|  | 16.  | Cairese         | 30 | 30 | 7  | 9  | 14 | 27 | 37 | -10 |

### Spareggio salvezza
| Squadra 1    | Risultato       | Squadra 2     |
| ------------ | --------------- | ------------- |
| Grassorutese | 1 - 1 (5-4 dcr) | F.B.C. Finale |

| Masone 9 maggio 1999                         | Grassorutese         | 1 – 1 (d.t.s.) | F.B.C. Finale |  |
| \| \| \| \| \| \| Tiri di rigore 5 – 4 \| \| |                      |                |               |  |
|                                              |                      |                |               |  |
|                                              | Tiri di rigore 5 – 4 |                |               |  |